# 타오칭룽
타오칭룽(중국어: 陶强龙, 2000년 11월 20일 ~ )는 중화인민공화국의 축구 선수로 포지션은 윙어이며 현재 중국 슈퍼리그 저장 프로 소속이다.